# Castell de Gjirokastra

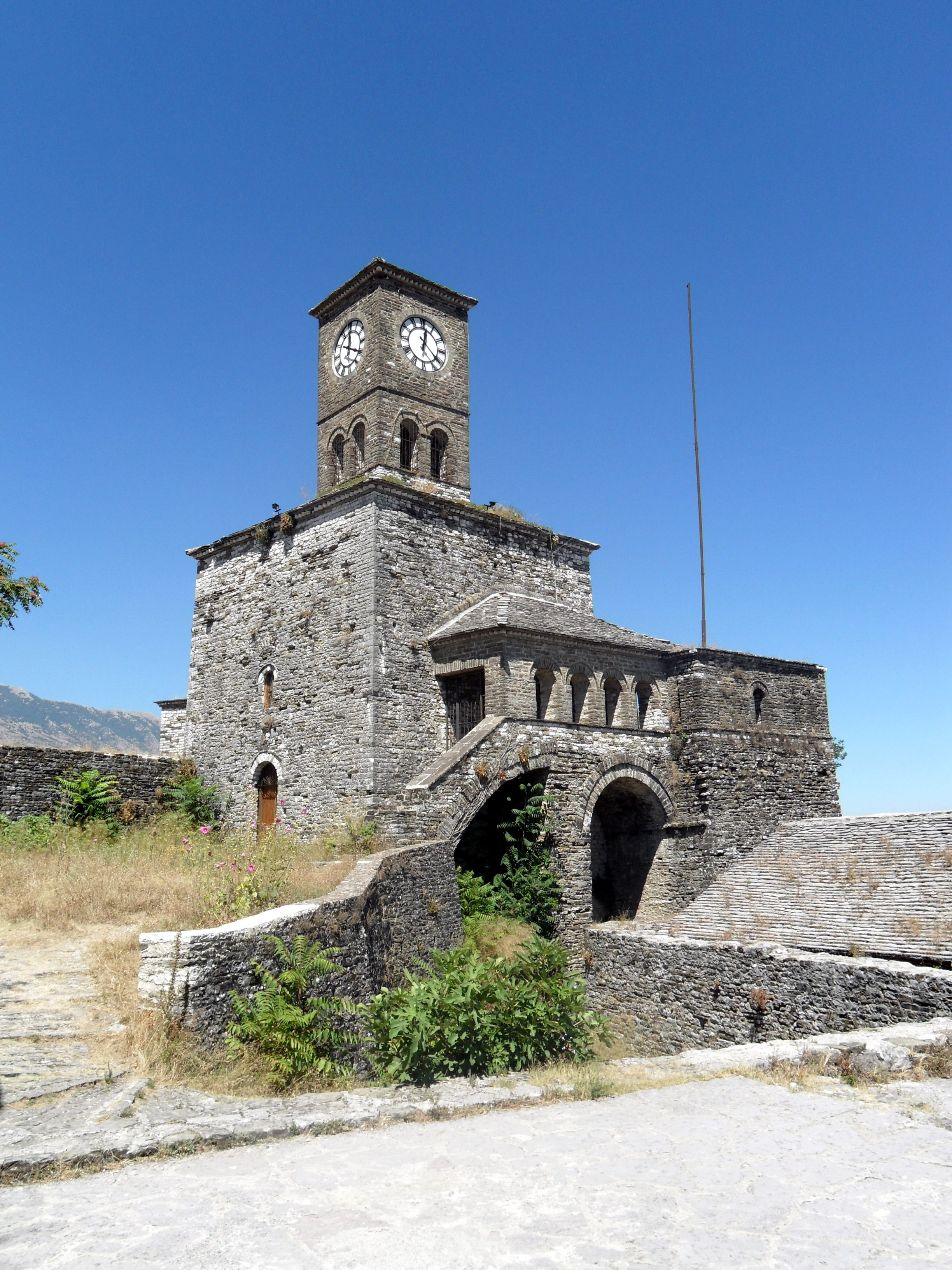
Vista del castell.

El Castell de Gjirokastra (en albanès: Kalaja i Gjirokastrës) és un castell ubicat a Gjirokastra, Albània (històricament coneguda com a Argyrokastro, un nom que després s'aplica també al castell).
El castell domina la ciutat, amb vista a la ruta d'importància estratègica al llarg de la vall del riu. Està obert als visitants i conté un museu militar amb artilleria capturada i records de la resistència comunista contra l'ocupació alemanya, així com un avió capturat de la Força Aèria nord-americana per commemorar la lluita del règim comunista contra les potències occidentals. La ciutadella ha existit en diverses formes des d'abans del segle xii.